# Country-SM
Country-SM är en årlig musiktävling för country i Sverige. Man tävlar i kategorierna "Pure Country", "Rock/Pop Country", Alternativ country, bluegrass/Old Time och rockabilly.